# Tusind på rød
Tusind på rød er en selvbiografi fra 2006, der er skrevet af fodboldspilleren Jimmy Nielsen i samarbejde med John Laden Jensen.

## Om bogen
I Tusind på rød fortæller Jimmy Nielsen om sit liv som professionel fodboldspiller. Hovedtemaet i bogen er dog, som titlen antyder, ludomani, en sygdom Jimmy Nielsen kæmpede med mange år.